# José Alberto Izquierdo
José Alberto Izquierdo Valentín (Madrid, España, 11 de abril de 1960) es un exfutbolista español que se desempeñaba como defensa.

## Clubes
| Club                 | País   | Año       |
| -------------------- | ------ | --------- |
| Rayo Vallecano       | España | 1980-1983 |
| R. C. D. Mallorca    | España | 1983-1988 |
| C. E. Sabadell F. C. | España | 1988-1991 |